# Allomarkgrafia
Allomarkgrafia es un género de fanerógamas de la familia Apocynaceae. Contiene once especies.
Es originaria de Centroamérica hasta Perú.

## Descripción
Son bejucos glabros con hojas opuestas, oblongo-elípticas, de 7–15 cm de largo y 2.5–7 cm de ancho, ápice agudo a subacuminado, base redondeada, coriáceas, con glándulas en la base de nervio principal. Inflorescencia básicamente racemosa, pero el pedúnculo principal generalmente con 2–3 ramas, con flores amarillo claras o cremas; sépalos ovados, redondeados, 2–4 mm de largo; corola infundibuliforme encima de la parte basal angosta del tubo, ca 3 cm de largo; anteras aglutinadas entre sí y a la cabeza del estilo; ovario apocárpico. Fruto de 2 folículos largos, angostos y teretes; semillas numerosas, secas, apicalmente comosas.

## Taxonomía
El género fue descrito por Robert Everard Woodson y publicado en Annals of the Missouri Botanical Garden 19(1): 45. 1932. La especie tipo es: Allomarkgrafia ovalis Woodson 

## Especies
| - Allomarkgrafia brenesiana Woodson - Allomarkgrafia campanulata (Markgr.) J.F.Morales - Allomarkgrafia ecuatoriana J.F.Morales - Allomarkgrafia equatoriana J.F.Morales - Allomarkgrafia foreroi A.H.Gentry - Allomarkgrafia insignis J.F.Morales - Allomarkgrafia laxiflora A.H.Gentry - Allomarkgrafia ovalis Woodson - Allomarkgrafia plumeriiflora Woodson - Allomarkgrafia subtubulosa Woodson - Allomarkgrafia tubiflora Woodson ex Dwyer |